# Arge fuscipennis
Arge fuscipennis is een vliesvleugelig insect uit de familie van de Argidae. De wetenschappelijke naam van de soort is voor het eerst geldig gepubliceerd in 1833 door Herrich-Schäffer.